# Minako Hamano
Minako Hamano (濱野美奈子, né le 28 juin 1969 à Kyoto, Japon) est une compositrice japonaise spécialisée dans les jeux vidéo. À 22 ans, elle travaille sur The Legend of Zelda: Link's Awakening (1991) à la division Nintendo R&D1, puis sur Super Metroid jusqu'en 2004, où elle participe aussi à la réalisation de la bande son de Metroid: Fusion et Metroid: Zero Mission. Elle continue à travailler dans la division Nintendo SPD de 2004 à 2015, notamment sur Metroid Prime 3: Corruption en 2007, puis Nintendo EPD en 2015,,,,,,.

## Travaux notables
- Metroid: Samus Returns (2017) - coordinatrice son
- Tokyo Mirage Sessions ♯FE (2015) - assistante son
- Donkey Kong Country Returns 3D (2013) - compositrice
- Donkey Kong Country Returns (2010) - compositrice
- Metroid Prime 3: Corruption (2007) - compositrice
- Metroid: Zero Mission (2004) - compositrice
- Wario World (2003) - compositrice
- Metroid: Fusion (2002) - compositrice
- Mobile Golf (2001) - programmeuse son
- Super Metroid (1994) - compositrice
- The Legend of Zelda: Link's Awakening (1993) - compositrice